# Cinco rolos
Os Cinco rolos (Megila) eram tidos como livros santos e reverenciados no judaísmo, sendo lido cada um deles em uma respectiva festa judaica, apontando assim para seus significado comemorativo. Exemplo; o livro de Ester era lido na manha da festa do Purim lembrando assim do grande livramento nos tempo de exilio em Susã, capital do reino medo-Perça do rei Assuero nos tempos Bíblicos, cerca de 485 Ac., como também era de costume na manhã de comemoração da festa de pentecostes, ser lido o livro de Rute, o de cantares ou cântico dos cânticos na Páscoa, o de Eclesiastes na festa do Tabernáculo.